# Maddie W. Taylor
Maddie William Taylor est une réalisatrice, scénariste et actrice américaine, née à Flint (Michigan) le 31 décembre 1966.

## Filmographie
- 2006 : Les Rebelles de la forêt (Open Season)
- 2006 : Boog and Elliot's Midnight Bun Run
- 2008 : Les Rebelles de la forêt 2 (Open Season 2)
- 2010 : TUFF Puppy (T.U.F.F. Puppy) : le Snaptrap (voix)
- 2010 : Les Rebelles de la forêt 3 (Open Season 3)
- 2013 : Mes parrains sont magiques (The Fairy Odd Parents) : Sparky (voix)

## Liens
- Ressource relative à l'audiovisuel :   - IMDb
- Notices d'autorité :   - VIAF
  - ISNI
  - LCCN
  - Espagne
  - WorldCat